# Ushiku Daibutsu
Ushiku Daibutsu (jap. 牛久大仏); formalna nazwa: Ushiku Amida Daibutsu (jap. 牛久阿弥陀大佛) – jeden z najwyższych na świecie posągów Buddy. Znajduje się w miejscowości Ushiku, w pobliżu miasta Tsukuba, w prefekturze Ibaraki, w Japonii.

## Opis
Statua przedstawia Buddę Nieograniczonego Światła. Budowa została ukończona w 1993 roku, a powstała w celu uczczenia rocznicy urodzin mnicha Shinrana (1173–1263)), założyciela Prawdziwej Szkoły Czystej Ziemi.
Statua ma 120 m wysokości tzn. równa jest 38-piętrowemu budynkowi. Sama figura Buddy ma 100 m i jest umieszczona na podstawie o wysokości 10 m i platformie przedstawiającej kwiat lotosu również o wysokości 10 m. Waży ponad 4000 ton. 
Na 85. metrze znajduje się galeria widokowa, do której wjeżdża się windą. W pogodny dzień można dojrzeć stamtąd wieżę telewizyjną Tokyo Skytree (ok. 60-70 km).
Statua jest znana także jako Ushiku ARCADIA (od ang. Amida’s Radiance and Compassion Actually Developing and Illuminating Area).

## Szczegóły[3]
- Masa: 4000 ton
- Długość lewej ręki: 18,0 m
- Wielkość twarzy: 20,0 m
- Długość oka: 2,5 m
- Długość ust: 4,0 m
- Długość nosa: 1,2 m
- Długość ucha: 10,0 m
- Długość palca wskazującego: 7,0 m